# Епископ костајнички Дионисије
Дионисије Угарковић (умро 1716. године) је био српски православни епископ костајнички од 1713. до 1716. године, са архијерејском катедром у манастиру Комоговини.

## Претходна служба
Дионисије Угарковић потиче из села Радишића у Зринском пољу. Почетком 18. века, он је био један од непосредних сарадника владике Атанасија Љубојевића на зринопољском подручју око српског православног манастира Комоговине (Банија). Након знаменитог Крушедолског сабора (1708), цар Јозеф I је признавао епархијску надлежност владике Атанасија само на подручјима Зринопоља, Лике и Крбаве, услед чега је након владичине смрти (1712) доведен у питање опстанак јединствене епархије за целокупно подручје Горње Крајине.

## Епископска служба
На црквено-народном сабору који је одржан 1713. године у Сремским Карловцима донета је одлука о подели Горње Крајине на две посебне епархије: Костајничку која је обухватала Зринопоље, Лику и Крбаву, односно Горњокарловачку за предратно подручје Карловачког генералата око манастира Гомирја. За епископа костајничког изабран је Дионисије Угарковић, док је за епископа горњокарловачког изабран Данило Љуботина. Обојица су већ током исте године добили царску потврду.
Као владика костајнички, који је наследио Атанаса Љубовића, Дионисије Угарковић је столовао у манастиру Комоговини. Међутим, пошто је главно место на подручју његове епархије била Костајница, већ тада се поставило питање о преносу епархијске управе у овај град. Додатну тешкоћу је представљало то што је северни део епархијског подручја (Банија) био географски одвојен од јужног дела (Лика и Крбава). Иако није дуго поживео, владика Дионисије је током своје трогодишње управе стекао заслуге за првобитно уређење ове српске епархије.